# Cas Formentera
El cas Mapau o cas Formentera fou un cas de corrupció que afectà el Partit Popular de les Illes Balears.
L'acusació fou de contractació irregular de Maria Pau Segura (Mapau) per censar per via d'urgència i també irregularment descendents de balears a l'Argentina perquè votassin pel Partit Popular a la circumscripció electoral de Formentera, on es disputava un escó clau per a l'obtenció de la majoria absoluta popular al Parlament de les Illes Balears a les eleccions autonòmiques del maig de 1999.
Els fets sortiren a la llum pública just després de les eleccions de 1999. Després d'una llarga instrucció judicial, el juliol del 2005, el Tribunal Superior de Justícia de Balears decidí per un marge estret (4 a 3) declarar innocents el president del Govern en el moment dels fets, Jaume Matas, i la llavors vicepresidenta, Rosa Estaràs, d'intentar empadronar a Formentera uns 70 ciutadans sud-americans.

## Relació dels fets
La trama d'Operació Mapau va ser ordida al Consolat de la Mar a partir del 1998. La investigació de les seves presumptes vessants il·lícites es va iniciar el novembre de 1999.
- ABRIL 1998: Matas viatja a l'Argentina. Dissenya de la seva pròpia mà Operació Mapau.
- MAIG 1998: Mari Pau Segura és contractada per al cens massiu, després d'una prova a la qual no es va presentar i per uns coneixements de rus que no tenia.
- JUNY 1999: Els 74 argentins censats per procediment d'urgència a Formentera voten a Matas, excepte dues nuls.
- NOVEMBRE 1999: El fiscal Antoni Torres anuncia que denunciarà el suposat frau electoral. La instrucció s'obre al jutjat número dos d'Eivissa.
- MARÇ 2001: El Diario de Mallorca publica els informes redactats pels enviats del Govern a captar vots a l'Argentina, un d'ells dirigit a Rosa Estaràs, llavors consellera de Presidència, així com el manuscrit de Matas en el qual dissenya la trama i les irregularitats en la contractació de Mari Pau Segura. Neix Operació Mapau.
- SETEMBRE 2001: El jutjat eivissenc s'inhibeix a favor del Tribunal Superior, davant la imputació del conseller Cardona i en aquella data alcalde de Manacor i llavors diputat, Antoni Pastor.
- GENER 2002: Tots els fiscals de Balears donen suport a junta la recerca de Matas. Només s'absté Bartomeu Barceló, gest que li va valer la designació com a fiscal en cap pel govern d'Aznar.
- FEBRER 2002: El fiscal en cap Antonio de Vicente Tutor demana la imputació de Matas i de Rosa Estaràs.
- MARÇ 2002: El jutge Monserrat arxiva a correcuita el cas, dedicant més espai a criticar el Diario de Mallorca que a la investigació.
- ABRIL 2002: En un acte històric, el ple del Tribunal Superior -quatre magistrats- dona una rebolcada a Monserrat, reobre el cas i demana al Suprem la imputació de Matas i Estaràs.
- OCTUBRE 2002: Després de més de sis mesos de deliberacions, i d'ampliar a cinc magistrats el tribunal que havia de decidir la imputació de Matas i Estaràs, el Suprem decideix no incloure en la nòmina d'imputats al ministre i a la diputada nacional, "per ara ".
- NOVEMBRE 2002: Tot seguit, el jutge Antoni Monserrat torna a arxivar, per segona ocasió, el cas en no apreciar indicis de delicte.
- DESEMBRE 2002: El Tribunal Superior reobre per segona vegada Operació Mapau, en un acte duríssim amb el jutge Monserrat i en el qual declara establerts els indicis processals de malversació.
- MARÇ 2003: Dos testimonis acrediten que la presumpta falsificació dels vots d'immigrants va ser efectuada a la delegació palmesana de l'INE.
- JULIOL 2003: Matas nomena senador al llavors imputat Carlos Gutiérrez, un estratagema perquè la causa sigui remesa al Suprem i s'aconsegueixi el seu arxiu definitiu.
- FEBRER 2004: El Suprem torna la causa el Superior. L'alt tribunal es nega a imputar a Gutiérrez, però frustra salomònicament l'intent del PP d'arxivar la causa.
- MAIG 2004: Un peritatge de la Guàrdia Civil estableix que la cal·ligrafia que assigna a una de les votants a Formentera, correspon a un funcionari de l'Institut Nacional d'Estadística a Palma.
- GENER 2005: L'acusació demana la imputació del funcionari de l'INE que va assignar una votant a Formentera.
- FEBRER 2005: Una comissió rogatòria es desplaça a l'Argentina, per entrevistar a 85 testimonis.

## Imputats
En el cas Mapau han arribat a estar imputades dotze persones, però el senador autonòmic Carlos Gutiérrez i els ex alts càrrecs del Govern Bartolomé Mora i Salvador Fortuny van esser apartats de la causa. Passa a haver-hi vuit encausats i es va demanar la imputació d'un novè, el funcionari de l'Institut Nacional d'Estadística Jorge Cabral.
- Josep Juan Cardona: Ex-conseller de Comerç i Indústria.
- Antoni Pastor i Cabrer: Responsable de les cases balears a l'exterior a finals dels 90. Ex alcalde del PP de Manacor.
- Miquel Segura: Cap de premsa de la Conselleria de Presidència en els 90. I ex director de l'Institut d'Estudis Baleàrics.
- Maria de la Pau Segura: Filla de l'anterior va ser contractada per la presumpta trama com a tècnic traductor al Govern. Va elaborar un dels informes sobre els viatges a Sud-amèrica.
- Javier Mato: Responsable de les relacions del primer Govern de Matas amb els mitjans de comunicació. També va ser contractat com a responsable extern dels informatius de la televisió autonòmica IB3.
- Gallego, Fortuny, i Grijalbo: Funcionaris a finals dels anys 90 de la conselleria de Comerç. Els dos primers segueixen com a funcionaris del Govern i l'última treballava fa uns mesos com a economista de la Cambra de Comerç.